# Rödbröstad gök
Rödbröstad gök (Cuculus solitarius) är en fågel i familjen gökar inom ordningen gökfåglar. Den förekommer i Afrika söder om Sahara. Fågeln föredrar skogsmarker. Den ses – vilket också det latinska namnet antyder – vanligen ensam, snarare än i flock. IUCN kategoriserar arten som livskraftig.